# Žetale
Žetale (in tedesco Schiltern) è un comune di 1 406 abitanti della Slovenia nord-orientale. 

## Località
Il comune è diviso in 5 insediamenti (naselja):
- Čermožiše
- Dobrina
- Kočice
- Nadole
- Žetale